# Samson
 Denne artikel omhandler den bibelske person Samson. Opslagsordet har også en anden betydning, se Samson (flertydig).
Samson er en jødisk helt fra Det Gamle Testamente.
Fortællingen om ham findes i Dommerbogens kapitel 13 til 16, hvor han omtales for sine vældige kræfter.
Specielt kendt er historien om Samson og filisterkvinden Dalila.
Samson bliver forelsket i hende, og hun får ham til at røbe, at hemmeligheden bag hans kræfter er hans lange hår.
En nat får hun raget håret af ham, og filistrene gør ham til slave.
Historien er behandlet i kunsten.
Carl Heinrich Bloch malede i 1863 Samson hos filistrene, der hænger på Statens Museum for Kunst. Camille Saint-Saëns skrev operaen Samson og Dalila.